# Måns Eriksson Ulfsparre
Måns Eriksson Ulfsparre, död 18 april 1595, var en svensk ståthållare.

## Biografi
Måns Ulfsparre var son till ståthållaren Erik Månsson Ulfsparre på Kalmar slott och Estrid Jönsdotter. Han var 1558 hövitsman. Ulfsparre blev 1569 kammarjunkare hos Johan III. Han blev 30 december 1579 ståthållare och överstebefallningsman på Kalmar slott. Skrev under på Uppsala mötes beslut 1593. Han avled 1595 och begravdes i Kärda kyrka.
Ulfsparre ägde gårdarna Källunda i Kärda socken och Tisenhult i Skedevi socken.

### Familj
Ulfsparre gifte sig 1576 på Tidö slott i Rytterne församling med Märta Johansdotter (död 1601). Hon var dotter till riksrådet Johan Pedersson (Bååt) och Kerstin Tott. De fick tillsammans barnen Erik Ulfsparre (1579–1579), rikstygmästaren Johan Ulfsparre och assessorn Erik Ulfsparre af Broxvik.